# Беилик (Бузау)
Беилик (рум. Beilic) насеље је у Румунији у округу Бузау у општини Сађата. Oпштина се налази на надморској висини од 65 m.

## Становништво
Према подацима из 2002. године у насељу је живело 448 становника, од којих су сви румунске националности.